# Josef Pfitzner
Josef Pfitzner, född 24 mars 1901 i Petersdorf, Zuckmantel, död 6 september 1945 i Prag, var en sudettysk historiker och nazistisk politiker.

## Biografi
Pfitzner blev 1930 professor i östeuropeisk historia vid Karl-Ferdinands-Universität i Prag.
Sudetendeutsche Partei fick en stor valframgång 1935 och Pfitzner kom att bli partiordföranden Konrad Henleins förtrogne. Den 15 mars 1939 ockuperade Tyskland Böhmen och Mähren och gjorde området till ett tyskt protektorat. Pfitzner utnämndes till ställföreträdande borgmästare i Prag. År 1941 låg bland andra Pfitzner bakom den ordinarie borgmästaren Otakar Klapkas avrättning; Klapka hade anklagats för att ha stött den tjeckiska motståndsrörelsen. Pfitzner verkade för Prags germanisering och vinnlade sig om att göra staden "judefri" genom att låta deportera judar till förintelseläger i Generalguvernementet.
Pfitzner behöll sin post som ställföreträdande borgmästare fram till krigsslutet i maj 1945. Han greps och ställdes inför en folkdomstol, bland annat anklagad för sin germaniseringspolitik och avrättningen av Otakar Klapka. Han dömdes till döden och avrättades genom hängning på Hjältarnas torg i Prag. Omkring 30 000 åskådare hade samlats för att bevittna hängningen.